# Benkó Bence
Benkó Bence (Budapest, 1990. február 10. –) magyar színművész, rendező.

## Életpályája
2004-2009 között a Szent László Gimnázium tanulója volt. 2014-ben végzett a Kaposvári Egyetem színművész szakán. Másodéves egyetemi hallgatóként alapító tagja volt a K2 Színháznak, amely 2022-ig működött. 2022-ben létrehozta a Apertúra – A Perpetuum Manufaktúra-t, melynek vezetője.
2015-től a Színház- és Filmművészeti Egyetem doktori iskolájának hallgatója, ahol témavezetője Kárpáti Péter volt.

## Díjai és kitüntetései
- Junior Prima-díj (2016)